# Hur ska detta sluta?
Hur ska detta sluta? är en amerikansk komedifilm från 1933 i regi av Archie Mayo. Filmen anses på grund av att dess innehåll med fylleri, sexuellt tvetydiga repliker, obscenitet och allmänt omoraliskt uppträdande av de flesta huvudrollsfigurerna ha varit en av de viktigaste orsakerna till att produktionskoden togs i bruk i USA. Några år efter filmens premiär ska ledningen på filmbolaget Warner Bros. ha beordrat att alla kopior av filmen samt dess negativ skulle elimineras. Filmen anses idag vara förlorad på grund av detta, även om det är fullt möjligt att kopior existerar i privata samlingar. Filmen gick exempelvis på bio i Europa ett flertal år efter det att den tagits bort från USA:s biografer.

## Rollista
- Joan Blondell - Nancy Lorraine
- Adolphe Menjou - Ted Kent
- Dick Powell - Jerry
- Mary Astor - Arlene Dale
- Guy Kibbee - George Ellerby
- Frank McHugh - Will Goodwin
- Patricia Ellis - Claire
- Ruth Donnelly - Mrs. Ellerbe
- Hugh Herbert - Hotstetter
- Grant Mitchell - Honeywell
- Hobart Cavanaugh - Wendell Orchard
- Samuel S. Hinds - McAllister